# Alfred Möllers

Alfred Möllers

Alfred Dionysius Möllers (* 12. Mai 1883 in Essen; † 10. Juni 1969 in Berlin) war ein deutscher Jurist, Manager und Politiker (DNVP).

## Leben und Beruf
Alfred Möllers wurde am 12. Mai 1883 in Essen geboren. Nach dem Abitur am Realgymnasium in Essen absolvierte er von 1901 bis 1904 eine kaufmännische Lehre beim Bankhaus Oppenheim sowie bei einer weiteren Firma in Köln. Anschließend nahm er ein Studium der Rechtswissenschaft an den Universitäten in Bonn und Berlin auf, das er 1907 mit dem ersten juristischen Staatsexamen beendete. In der Folgezeit arbeitete er in verschiedenen Unternehmungen des Großhandels, des Bankwesens und der Industrie. Von 1911 bis 1914 wirkte er als Direktor der Chemischen Fabrik Weyl AG in Mannheim. Von 1914 bis 1918 nahm er als Soldat am Ersten Weltkrieg teil.
Möllers war seit 1919 Prokurist und Direktor, von 1924 bis 1931 Vorstandsmitglied und von 1931 bis 1932 Leiter des Ausschusses für Arbeitsbeschaffung im Straßenbau bei der Rütgerswerke AG in Castrop-Rauxel. Daneben fungierte er von 1924 bis 1934 als Vorsitzender des Bundes für Nationalwirtschaft und Werksgemeinschaft (BNW). Er war seit 1932 kaufmännischer Direktor in Berlin-Lichterfelde und zudem auch öffentlich bestellter Wirtschaftsprüfer in Frankfurt am Main. Alfred Möllers starb am 10. Juni 1969 in West-Berlin.

## Politik
Möllers wurde bei der Reichstagswahl im November 1932 in den Deutschen Reichstag gewählt, dem er bis November 1933 angehörte.